# Osmia brevis
Osmia brevis är en biart som beskrevs av Cresson 1864. Osmia brevis ingår i släktet murarbin, och familjen buksamlarbin. Inga underarter finns listade i Catalogue of Life.